# هیئونگوک-میئون
هیئونگوک-میئون (به لاتین: Hyeongok-myeon) یک منطقهٔ مسکونی در کره جنوبی است که در گیونگجو واقع شده‌است.